# Walbridge, Ohio
Walbridge là một làng thuộc quận Wood, tiểu bang Ohio, Hoa Kỳ. Năm 2010, dân số của làng này là 3019 người.

## Dân số
- Dân số năm 2000: 2546 người.
- Dân số năm 2010: 3019 người.